# AliMusic
AliMusic is een online muziekdienst die onderdeel is van Alibaba Group.

## Beschrijving
De muziekdienst startte op 16 maart 2015 onder de naam AliMusic, nadat de diensten Xiami Music en Alibaba Planet werden samengevoegd. AliMusic had op dat moment in China een marktaandeel van 21,9%.
In 2017 ging het bedrijfsonderdeel samenwerken met Tencent voor het verkrijgen van streamingrechten van internationale platenlabels, waaronder Sony Music, Universal Music en YG Entertainment. In 2018 bereikte het een licentieovereenkomst met NetEase en een jaar later verkreeg AliMusic een minderheidsaandeel in dat bedrijf.
In 2019 maakte Alibaba bekend dat het zijn webbrowser, online leesdienst en AliMusic in een aparte bedrijfsdivisie ging plaatsen. Ook ging het in dat jaar hoge kwaliteit audio streamen voor de Chinese consumentenmarkt.
Andere grote concurrenten van AliMusic zijn diensten van Tencent en NetEase.